# Camins al Grau
Camins al Grau è un distretto della città di Valencia, designato come 12º distretto.

## Geografia
Confina a nord con Algirós, a est con l'Eixample e El Pla del Real, a ovest con Poblats Marítims e a sud con Quatre Carreres.
Camins al Grau al 2023 ha 66245 abitanti divisi in cinque quartieri.

### Quartieri
| Codice | Nome             | Popolazione (2023) | Superfície (km2) | Densità (ab/km2) |
| ------ | ---------------- | ------------------ | ---------------- | ---------------- |
| 12.1   | Ayora            | 24960              | 0.651            | 38341            |
| 12.2   | Albors           | 8778               | 0.256            | 34289            |
| 12.3   | La Creu del Grau | 4616               | 0.157            | 29401            |
| 12.4   | Camí Fondo       | 14805              | 0.392            | 37768            |
| 12.5   | Penya-Roja       | 12731              | 0.911            | 13975            |
| 12     | Camins al Grau   | 66245              | 2.367            | 27986,9          |
| Fonte: |                  |                    |                  |                  |